# رام‌بهشت
دینگ (پارسی میانه: Dēnag) که به عنوان رام‌بهشت (پارسی میانه: Rām Vahišt) شناخته می‌شود، دختر گوچهر بازرنگی فرمانروای پارس، همسر ساسان و مادر پاپک بود. او مادربزرگ بنیان‌گذار سلسلهٔ ساسانی، اردشیر بابکان به‌شمار می‌رود.

## نام
با توجه به ثبت نام او در سنگ‌نوشته شاپور یکم بر کعبه زرتشت به صورت «دینگ»، گمان می‌رود دینگ نام اصلی او و «رام‌بهشت» که طبری بدان اشاره کرده لقب وی بوده‌است. برخی از پژوشگران معتقدند که مأخذی که روایت طبری با واسطه یا مستقیم بدان بر می‌گردد، همسر ساسان را بامبشن به معنای «ملکه» معرفی کرده و نسخه‌برداری آن را به اشتباه نام خاص پنداشته و به «بامبشت» تصحیح کرده‌است. هویسه نیز بر آن است که رام‌بهشت صورت درهم‌ریخته واژه «بامبشن» است. هنینگ هم رام‌بهشت را قرائت غلطی می‌داند که طبری کرده‌است. همسر ساسان در تاریخ بلعمی «مشهب» نامیده شده‌است.

## زندگی

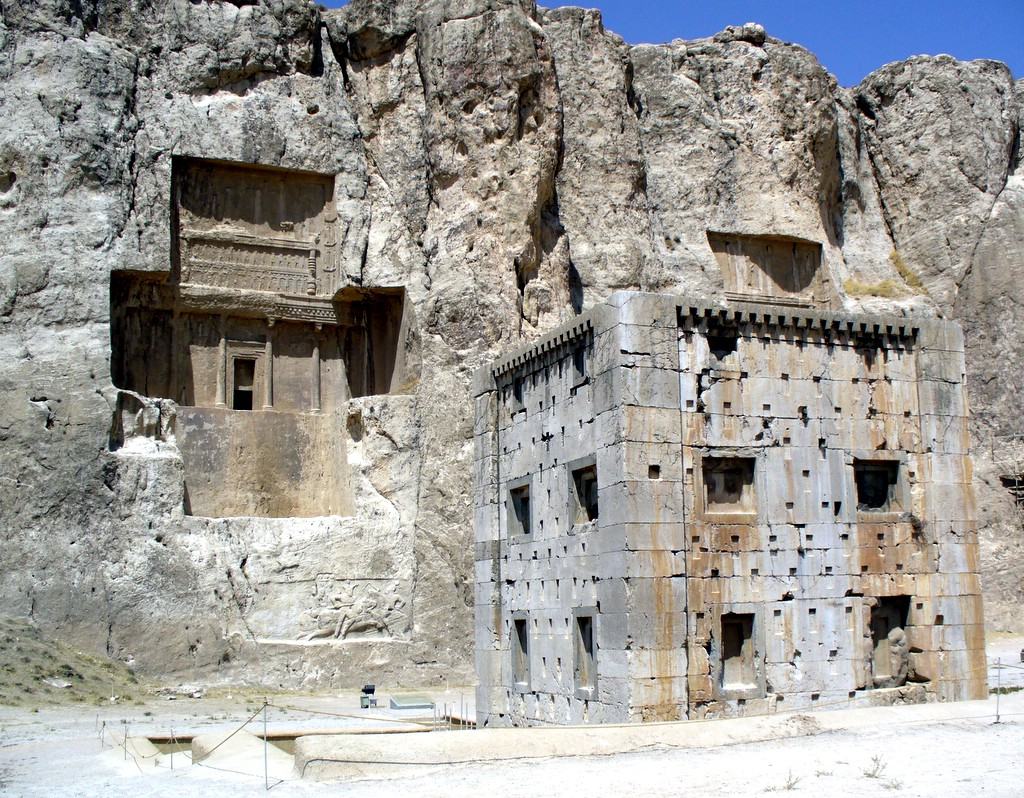
کعبه زرتشت، جایی که سنگ‌نوشته شاپور یکم حک شده‌است

گمان می‌رود که رام‌بهشت در حدود سال ۱۴۰ میلادی زاده شده باشد. در سنگ‌نوشته شاپور یکم بر کعبه زرتشت از اعضای خاندان پاپک و مادر او دینگ یاد شده‌است. دینگ به هنگام شاهنشاهی نوه‌اش اردشیر بابکان زنده بود و در فهرست درباریان نام او در یکی از پرافتخارترین جاها آمده‌است.